# Leipziger Kommissions- und Großbuchhandel
Die Leipziger Kommissions- und Großbuchhandelsgesellschaft (LKG) ist eine deutsche Verlagsauslieferung mit Sitz in Rötha-Espenhain. In der DDR war sie Marktführerin im staatlichen Zwischenbuchhandel. Nach der deutschen Wiedervereinigung und der Reprivatisierung des Unternehmens 1992 gelang es der LKG sich am gesamtdeutschen Markt zu behaupten. Heute beschäftigt das Unternehmen 160 Mitarbeiter, die einen Umsatz von 150 Millionen Euro (Stand 2020) erwirtschaften.

## Geschichte
Anfänge und DDR-Zeit

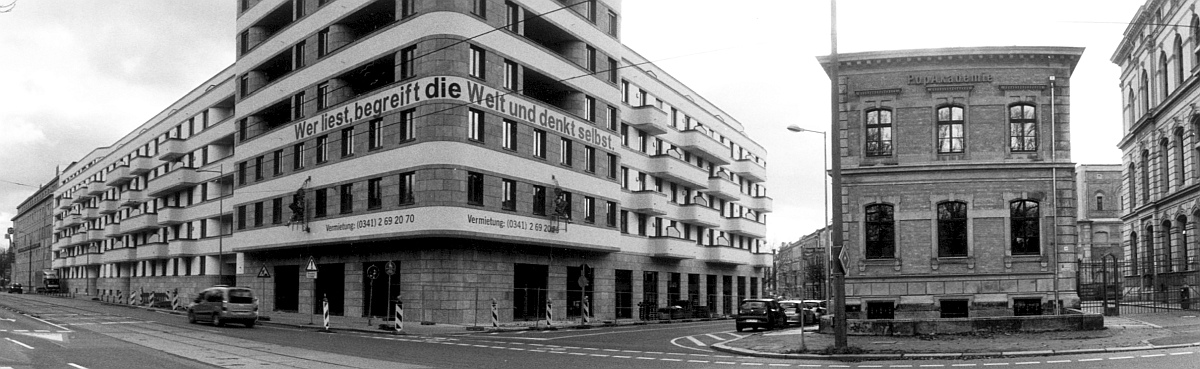
Ehemaliges Areal, Gebäude mit Slogan „Wer liest, begreift die Welt und denkt selbst“ (2015)

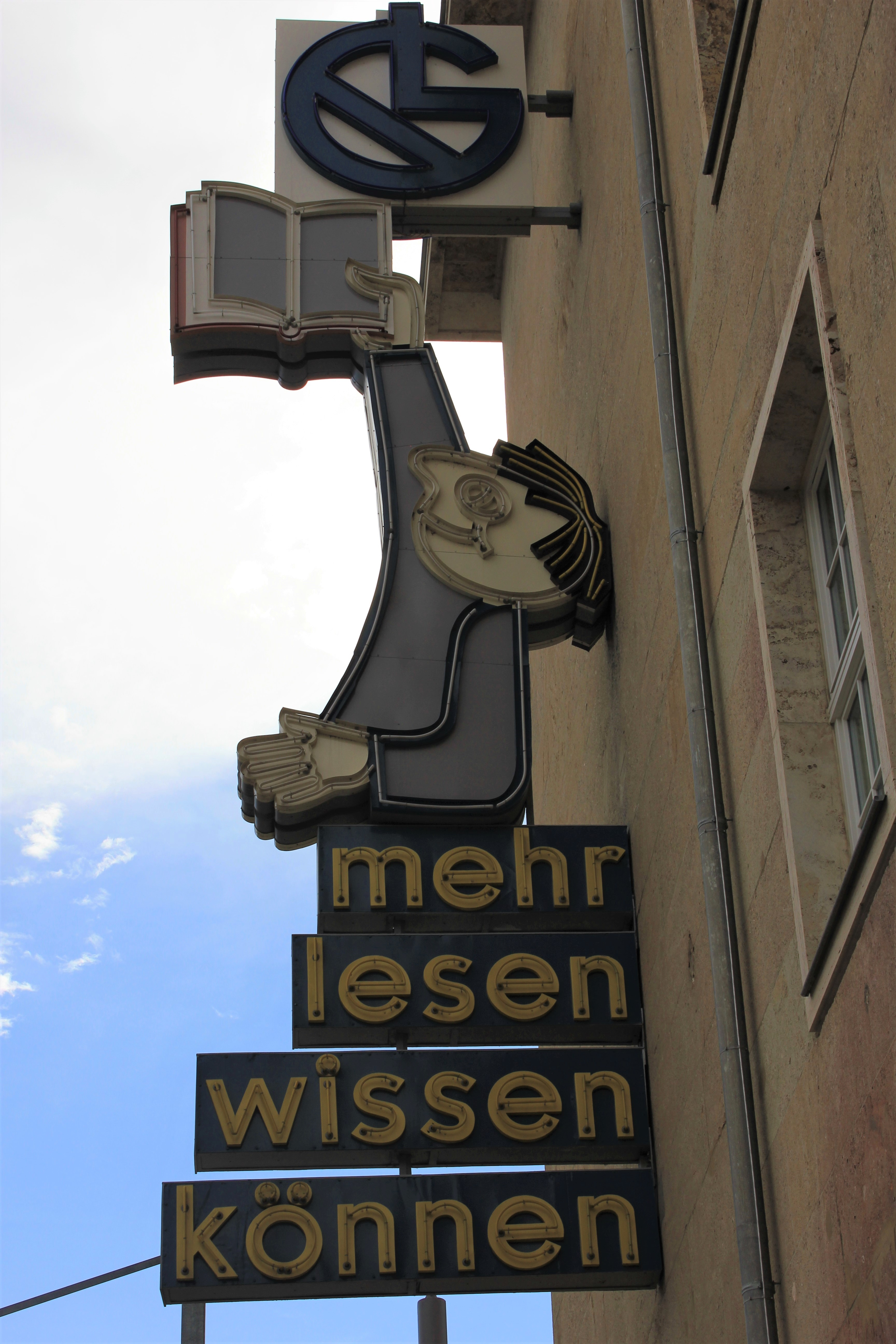
Das sogenannte „Lesemännchen“, Leuchtreklame des Leipziger Kommissions- und Großbuchhandels an der Prager Straße (2017)

Die Leipziger Kommissions- und Großbuchhandelsgesellschaft mbH wurde am 14. Juni 1946 von Karl Klaer und Walter Bleck gegründet. Die Anfänge des Unternehmens waren zunächst bescheiden: Ausgestattet mit einer Versandkarre, drei Sackkarren, einem Packtisch, drei Schreibtischen, neun Stühlen und einer defekten Schreibmaschine nahm die LKG mit sieben Mitarbeitern auf einer Fläche von 43 m² ihre Tätigkeit in den Restruinen des Deutschen Buchhändlerhauses im Graphischen Viertel von Leipzig auf. Bis zum Ende des Jahres 1947 lieferte die LKG bereits 15 Verlage an 384 Kommittenten sowohl in der Sowjetischen Besatzungszone als auch in den westlichen Zonen aus. Die Währungsreform vom 20. Juni 1948 stürzte die LKG in eine schwere Liquiditätskrise, in deren Folge das Privatunternehmen 1949 in Parteibesitz überging.
Bis 1951 hatte die LKG die Marktführerschaft in der DDR erreicht. 1952 drängte die SED-Führung auf weitreichende Reformen innerhalb der Unternehmensorganisation. Ein revolutionärer Schritt war hierbei die Einführung des LKG-Vorankündigungsdienstes (VD). Als kostenlose Beilage des Börsenblatts zeigte dieser jedes in der DDR erschienene oder zum freien Verkauf importierte Buch einheitlich an. Bis 1989 blieb der VD das wichtigste bibliographische Hilfsmittel im Buchhandel der DDR. Als weitere Neuerungen traten die Einführung der Sammelrechnung sowie des Prinzips des »Parken und Bündelns« hinzu. Die LKG fakturierte jetzt im eigenen Namen und bündelte alle bei ausliefernden Verlage. Ebenso räumte sie kleineren Buchhandlungen die Möglichkeit des Parkens – d. h. die Lieferung nur an einem bestimmten Wochentag – ein.
Die Reformen des Jahres 1952 machten die LKG zu einem der modernsten deutschen Zwischenbuchhandelsunternehmen. Die Monopolstellung, die die LKG zu jener Zeit erreichte, bedeutete jedoch gleichzeitig das Aus für den privaten Zwischenbuchhandel in der DDR. Von den einst 26 privaten Leipziger Kommissionären konnten sich nur zwei bis zur Wende 1989 behaupten.
1963 wurde die LKG verstaatlicht. Während die Vorteile, die der Parteibetrieb vor allem in der technischen Ausstattung gegenüber anderen genossen hatte, entfielen, nahmen die Probleme innerhalb der LKG zu. Es gab zu wenig Flächen, zu kleine und zu wenige Transportfahrzeuge, ebenso fehlte es an Hebe- und Fördertechnik. Die Bestände stiegen und die Verlage makulierten ihre Altbestände nicht, was die Platznot von Jahr zu Jahr vergrößerte. 1969 wurden der LKG Wohnbaracken in einer alten Bergbauanlage in Pötzschau bei Leipzig angeboten. Die nur bedingt als Lagerhallen geeigneten Baracken wurden abgerissen und bis 1972 durch neun Leichtbauhallen ersetzt. Dennoch reichten die Lagerkapazitäten nicht aus. 1973 mussten erstmals 600 verlagsneue Titel unter Planen im Freien gelagert werden – eine Praxis, die sich bis 1989 wiederholte.
Privatisierung und Neubeginn
1989 beschäftigte die LKG 1.200 Mitarbeiter und war mit einem Umsatz von 1,2 Milliarden Mark (Ost) die umsatzstärkste Verlagsauslieferung Deutschlands. Mit der deutschen Wiedervereinigung verlor das Unternehmen seine einstige Monopolstellung. Dennoch entschloss sich die Unternehmensleitung, die Firma in privater Hand weiterzuführen. Um den Fortbestand des Kernunternehmens zu sichern, verlegte sich die LKG zeitweise auf weitere Geschäftsbereiche. So unterhielt sie einen Getränkegroßhandel, gründete einen Schilderprägedienst für Kfz-Kennzeichen, eröffnete einen Buchgroßmarkt sowie mehrere Buchhandlungen zum Verkauf der DDR-Altbestände. Am 25. August 1992 wurde die LKG bei einem Jahresumsatz von 20 Millionen DM und 60 Mitarbeitern durch Management-Buy-Out privatisiert.
Der Bestand der LKG umfasste 1990/91  mehr als zehn Millionen Bücher und Broschüren vor allem aus den Bereichen Pädagogik, Gesellschafts- und Rechtswissenschaften, aber auch belletristische Werke, die nach der Wiedervereinigung unverkäuflich geworden waren. Mit der Entsorgung der Makulaturbestände beauftragte die LKG die VEB SERO. Entsorgte Bücher wurden 1990 im Tagebau Espenhain entdeckt. Die Vernichtung der Bücher stieß auf Kritik, obwohl die LKG-Geschäftsleitung die volle Verantwortung übernahm.
1995 verlegte die LKG ihren Stammsitz von Leipzig nach Espenhain. 1996 schrieb das Unternehmen erstmals schwarze Zahlen. Auch technisch-logistisch hatte die LKG den Anschluss an ihre Mitbewerber in den alten Bundesländern erreicht. Ab 1999 wurden Schritt für Schritt alle Lagerhallen mit neuen Hochregalen und leistungsfähiger Stapeltechnik ausgestattet. 2001 gewann die LKG die Ausschreibung für die Auslieferung des Ravensburger Buchverlages. Mit Auslieferungsbeginn am 2. Mai 2002 verfügte die LKG über eine zweite, unabhängig arbeitende Auslieferungsstrecke sowie über ein neues Hochregallager mit 12.000 zusätzlichen Palettenplätzen. Im gleichen Jahr wurde erstmals die Marke von 120 Millionen Euro Umsatz überschritten.
Neue Wege
Um die Zukunft des wirtschaftlich erfolgreichen Unternehmens zu sichern, verkauften die bisherigen LKG-Gesellschafter Ute Haft, Andreas Hengst und Jürgen Petry zum 1. Januar 2009 ihre Unternehmensanteile an die Stuttgarter Verlagsauslieferung Koch, Neff & Oetinger (KNO-VA). Dies war ein historischer Schritt, denn bereits 1951 waren die LKG und das »volkseigene« Haus Koehler & Volkmar staatlicherseits zusammengeführt worden. Darüber hinaus hatte 1990 Jürgen Voerster, der damalige Chef der KNO-VA, von einer Übernahme der LKG Abstand genommen und sich stattdessen aktiv für eine Fortführung der LKG in der Marktwirtschaft eingesetzt.
Am 14. Februar 2019 stellte die Geschäftsführung der KNO-VA beim Amtsgericht Stuttgart einen Insolvenzantrag. Die von der Insolvenz nicht betroffene LKG wurde zunächst im August 2019 von der Berliner Zeitfracht-Gruppe, im Rahmen der Übernahme von Koch, Neff und Volckmar mit übernommen und im Dezember 2019 weiterverkauft.
Für die LKG beginnt eine neue Ära ohne Konzernzugehörigkeit, die mit verstärkter Ausrichtung auf B2C Geschäft und in diesem Zusammenhang notwendigen Investitionen in IT und Lagertechnik verbunden sein wird.

## Tätigkeitsbereiche
Neben den klassischen Tätigkeitsbereichen als Verlagsauslieferung-Kundenservice inkl. Bestellannahme, Lagerhaltung, Fakturierung, Debitorenbuchhaltung, Auslieferung und Remissionsverarbeitung - bietet die LKG seit April 2020 mit buchwasgutes.de einen eigenen Online-Marktplatz für ihre rund 150 Auslieferungskunden an.
Seit August 2021 bietet LKG mit Agorando GmbH Marktplatzanbindungen für diverse Marktplätze im europäischen Raum an.
Seit 2017 unterstützt die LKG die Klimainitiative Plant-for-the-Planet.

## Auszeichnungen
Am 20. Juli 2006 wurde die LKG auf dem Vendor Day von Amazon in Bad Hersfeld unter 103 Buchlieferanten und acht Grossiten als beste Verlagsauslieferung für Schnelligkeit, Zuverlässigkeit, Innovation und fehlerfreies Arbeiten mit der »Goldenen Palette« ausgezeichnet.